# Microregione di Faxinal
Faxinal è una microregione del Paraná in Brasile, appartenente alla mesoregione di Norte Central Paranaense.

## Comuni
È suddivisa in 7 comuni:
- Bom Sucesso
- Borrazópolis
- Cruzmaltina
- Faxinal
- Kaloré
- Marumbi
- Rio Bom